# 千葉県道263号八千代宗像線
千葉県道263号八千代宗像線（ちばけんどう263ごう やちよむなかたせん）は、千葉県八千代市米本の、千葉県道4号千葉竜ヶ崎線との交点である下宿交差点を起点とし、印西市岩戸の千葉県道64号千葉臼井印西線との交点を終点とする一般県道である。千葉ニュータウンおよび、印西市中心市街地から国道16号を連絡する唯一の幹線道路でもある。

## 路線データ
- 起点：八千代市米本（千葉県道4号千葉竜ヶ崎線交点）
- 終点：印西市岩戸（千葉県道64号千葉臼井印西線交点）
- 総延長：*.* km（千葉土木事務所管内：*.* km、印旛土木事務所管内：*.* km）
- 重用延長：*.* km（千葉土木事務所管内：*.* km、印旛土木事務所管内：*.* km）
- 実延長：*.* km（千葉土木事務所管内：2.690 km[2]、印旛土木事務所管内：*.* km）

## 歴史
- 2015年（平成27年）2月18日：県道八千代宗像線バイパスの一部（八千代市保品地先 - 印西市吉田地先：延長約1.0 km）が開通[3]。

## 路線状況
八千代市保品地区では、幅員狭小、急カーブ、急こう配がある区間が点在するところから、規制速度20 km/hのところもあり、歩道も未整備であることから、社会資本整備総合交付金（住宅）事業として遺跡や人家を避けたバイパス道路による道路改良が進められている。

### 道路施設
- 阿宗橋（新川、八千代市 - 印西市）

## 地理

### 通過する自治体
- 千葉県
  - 八千代市
  - 印西市

### 交差する道路
- 千葉県道4号千葉竜ヶ崎線（起点）
- 千葉県道64号千葉臼井印西線（終点）

### 沿線の主な施設
- 東京成徳大学（八千代市保品）
- 東榮寺（八千代市保品）
- 印旛西武公園（印西市岩戸）
- 印旛歴史民俗資料館（印西市岩戸）